# Rockford, Michigan
Rockford är en ort i Kent County i Michigan. Vid 2020 års folkräkning hade Rockford 6 142 invånare.